# Hieracium gymnocephalum
Hieracium gymnocephalum es una especie de planta con flor del género Hieracium, de la familia Asteraceae, orden Asterales.

## Distribución
Hieracium gymnocephalum se distribuye por Albania, Grecia y exYugoslavia.

## Taxonomía
Fue descrita científicamente por Griseb. ex Pant.
Tratamiento taxonómico
La especie aparece registrada y publicada en Oesterr. Bot.